# Нортвуд (Огайо)
Нортвуд (англ. Northwood) — місто (англ. city) в США, в окрузі Вуд штату Огайо. Населення — 5160 осіб (2020).

## Географія
Нортвуд розташований за координатами 41°36′36″ пн. ш. 83°28′58″ зх. д. / 41.61000° пн. ш. 83.48278° зх. д. (41.610064, -83.482704).  За даними Бюро перепису населення США в 2010 році місто мало площу 22,11 км², з яких 22,07 км² — суходіл та 0,03 км² — водойми.

## Демографія
Згідно з переписом 2010 року, у місті мешкало 5265 осіб у 2025 домогосподарствах у складі 1463 родин. Густота населення становила 238 осіб/км².  Було 2135 помешкань (97/км²).
Расовий склад населення:
| - 94,3 % — білих - 1,1 % — азіатів - 0,7 % — чорних або афроамериканців - 0,6 % — корінних американців - 1,3 % — осіб інших рас |

До двох чи більше рас належало 2,1 %. Частка іспаномовних становила 5,8 % від усіх жителів.
За віковим діапазоном населення розподілялося таким чином: 24,1 % — особи молодші 18 років, 64,4 % — особи у віці 18—64 років, 11,5 % — особи у віці 65 років та старші. Медіана віку мешканця становила 39,0 року. На 100 осіб жіночої статі у місті припадало 96,2 чоловіків;  на 100 жінок у віці від 18 років та старших — 94,5 чоловіків також старших 18 років.
Середній дохід на одне домашнє господарство  становив 62 774 долари США (медіана — 53 690), а середній дохід на одну сім'ю — 76 929 доларів (медіана — 72 567). Медіана доходів становила 49 196 доларів для чоловіків та 34 468 доларів для жінок. За межею бідності перебувало 10,0 % осіб, у тому числі 9,6 % дітей у віці до 18 років та 15,2 % осіб у віці 65 років та старших.
Цивільне працевлаштоване населення становило 2527 осіб. Основні галузі зайнятості: освіта, охорона здоров'я та соціальна допомога — 23,5 %, виробництво — 14,4 %, роздрібна торгівля — 14,3 %.